# Spec Racer Ford
La Spec Racer Ford è una vettura sportiva realizzata dalla SCCA Enterprises.

## Sviluppo
La vettura è stata progettata per poter competere su circuiti il cui asfalto è di tipo stradale, come Laguna Seca e Watkins Glen. Venne progettata da Roy Lunn su richiesta di Ted Cronin (direttore del Sports Car Club of America) negli anni '80 del XX secolo come mezzo da competizione a ruote coperte a basso costo. Inizialmente veniva prodotta dalla Renault/Jeep Sport USA e iniziò la sua carriera agonistica nel 1984 come Sport Renault. Successivamente, nel 1989, a causa dell'abbandono della casa francese, l'auto venne rinominata Spec Racer.

## Tecnica
Inizialmente la Spec Racer era dotata di propulsori 1.7 di origine Renault, ma dopo l'abbandono vennero introdotti motori Ford 1.9 SOHC da 105 cv. Abbinato ad un cambio manuale a cinque rapporti, l'auto aveva una velocità massima di 217 km/h. Il telaio era di tipo tubolare avvolto in un corpo in fibra di vetro, mentre le sospensioni erano dotate di doppie barre anti-rollio con ammortizzatori Penske Racing. Gli pneumatici montati erano Goodyear Eagle Racing.

## Attività sportiva
Le Spec Racer Ford competono in un proprio campionato dedicato nel SCCA. Per regolamento tutte le vetture devono avere le medesime caratteristiche, in modo tale da abbattere i costi di manutenzione e permettere ai piloti di fare la differenza in gara.